# Kusmark
Kusmark – miejscowość (tätort) w Szwecji, w regionie administracyjnym (län) Västerbotten, w gminie Skellefteå.
Według danych Szwedzkiego Urzędu Statystycznego liczba ludności wyniosła: 448 (31 grudnia 2015), 463 (31 grudnia 2018) i 462 (31 grudnia 2019).